# Grodzisko (Góry Bardzkie)
Grodzisko  (730 m n.p.m.) – wzniesienie w południowo-zachodniej Polsce, w paśmie Gór Bardzkich, w Sudetach Środkowych.

## Położenie
Wzniesienie położone jest w Sudetach Środkowych, w północno-wschodniej części Grzbietu Wschodniego Gór Bardzkich, na grzbiecie odchodzącym od Kłodzkiej Góry w kierunku południowo-wschodnim. Wznosi się około 4,6 km na wschód od centrum Kłodzka.

## Charakterystyka
Wzniesienie o wyraźnie zaznaczonym wierzchołku, tworzące kulminację o stromo opadających zachodnich i wschodnich zboczach. 
Wznosi się w masywie Kłodzkiej Góry, na południe od niej, jako niższa wyraźnie zaznaczona kulminacja, w długim, głównym ramieniu Grzbietu Wschodniego, ciągnącym się od Kłodzkiej Góry w stronę Przełęczy Kłodzkiej. Położenie góry na południowo-wschodnim skraju Gór Bardzkich, pomiędzy Jelenią Kopą i Przełęczą Podzamecką, czyni górę rozpoznawalną w terenie. W zbocza góry wcinają się doliny potoków: w zachodnie zbocze dolina, w której położone są źródła prawego dopływu Jaszkówki, który przepływa przez Podzamek, a we wschodnie dolina, w której źródła ma Kurkowy Wądoł.
Zbudowane z dolnokarbońskich piaskowców szarogłazowych i łupków ilastych struktury bardzkiej oraz ze średnioziarnistych, szarozielonych diorytów w zmetamorfizowanej strefie kontaktowej. W zboczu góry u południowo-zachchodniego podnóża, w rejonie Podzamku, występuje soczewka wapieni krystalicznych. Niższe partie zboczy pokrywają gliny zwałowe od zachodu i osady deluwialne od wschodu. Na południowo-zachodnim zboczu u podnóża góry na północny wschód od Podzamku znajduje się wyrobisko nieczynnego kamieniołomu.
Cały szczyt i zbocza porastają rozległe lasy głównie świerkowe i świerkowo-bukowe, z domieszką innych gatunków drzew liściastych. Wschodnim i zachodnim zboczem poniżej szczytu przebiegają leśne dróżki. 

## Inne
- W przeszłości góra nosiła nazwę: Burggraben - Berg, Grodziska[1].
- Na południowy zachód od szczytu położona jest miejscowość Podzamek.

## Ciekawostki
- W epoce lodowcowej góra Grodzisko należała do wzniesień Gór Bardzkich, które w okresie zlodowacenia środkowopolskiego nie były przykryte lądolodem, wystając ponad jego powierzchnię jako nunatak[1].
- Przez szczyt góry przebiega granica administracyjna między powiatem kłodzkim i ząbkowickim oraz między ziemią kłodzką a Dolnym Śląskiem.

## Turystyka
Przez szczyt wzniesienia prowadzi szlak turystyczny:
- – niebieski z Barda przez Kłodzką Górę na Przełęcz Kłodzką i dalej[1].